# Aprile 1814
La canzone Aprile 1814 fa parte delle odi civili scritte da Alessandro Manzoni tra il 1814 ed il 1821. Rimasta incompiuta, fu poi pubblicata solo nel 1848.

## Composizione e analisi

### Composizione
La canzone fu scritta nell'aprile del 1814, in pieno dissolvimento dell'Impero napoleonico e dei suoi stati satelliti. In particolare, Manzoni in quel periodo vide sgretolarsi il dominio francese in Italia rappresentato dallo stato fantoccio del Regno d'Italia, di cui era viceré il figliastro di Napoleone, Eugenio di Beauharnais. Lo scrittore, così come molti altri suoi concittadini milanesi, speravano nella restaurazione della libertà dopo la fine della tirannia francese, ma non fu così: il ritorno degli austriaci il 28 aprile porterà alla nascita del Regno Lombardo-Veneto ed alla Restaurazione col Congresso di Vienna.

### Analisi
Canzone di sette strofe petrarchesche di tredici versi ciascuna, essa analizza le speranze dei cittadini del Regno d'Italia nell'avere una propria indipendenza nazionale a discapito di una restaurazione austriaca. Nella prima strofa, Manzoni finalmente si libera dal servaggio in cui la cultura era costretta a rimanere («or che il superbo morso / ad onesta parola è tolto alfine», vv. 8-9) potendo così essere libero seguace del vero contro la menzogna (una reminiscenza del "Santo vero" de In morte di Carlo Imbonati). Difatti, i francesi in Italia non portarono quella libertà che gli italiani si aspettavano, se erano soliti «sperderli a guida di spregiato gregge» (v. 22) presentandosi come un nuovo Anfione, ossia creature gentili e divine che avrebbero portato agli italiani quella civiltà che loro non mancava («qual se Italia...de le tane uscita», vv. 25-26). La terza e la quarta strofa si concentrano ancora sui mali della dominazione straniera e delle spoliazioni francesi, sulla figura del viceré Eugenio che riceve la potestà dal patrigno («Essa che ai piè de la imperante inchina...e de gli estrani ai figli», vv. 30-32) e sul tributo che gli italiani ogni anno dovevano ai francesi («Che ogni anno il suo tesoro / su l’avara ponea lance di Brenno», vv. 34-35). La quarta strofa rievoca il sacrificio di molti giovani italiani nelle campagne napoleoniche («Deh! per chi mai scorrea / quel sangue onde il terren vostro è fumoso?», vv.  47-48). Dalla quinta strofa alla fine c'è la speranza di una rinascita civile in seno all'Italia: provando compassione anche per i francesi recentemente invasi dalle nazioni vincitrici a Lipsia («Nè gente or voglio cagionar dei mali / che lo stesso bevea calice d’ira», vv. 53-54), si passa ad una visione idilliaca con il ritorno della libertà di parola e dei giovani a casa (sesta strofa) e ad un governo e ad un clero attento ai bisogni della popolazione (settima strofa).